# Koncentrační tábor Sereď
Koncentrační tábor Sereď, resp. Koncentračné stredisko pre Židov, byl pracovní a následně koncentrační tábor pro osoby židovské národnosti, fungující na území Slovenského štátu v letech 1941–1945. Bezprostředním účelem tábora po jeho vzniku byla separace slovenských Židů a jejich začlenění do systému nucené práce. V roce 1942 byly ale zahájeny transporty slovenských Židů do nacistických táborů a tábor v Seredi se změnil na koncentrační (tranzitní) zařízení. Po německé okupaci Slovenska na podzim 1944 byli do tábora umisťováni nejen Židé, ale i političtí odpůrci nacistického režimu. V roce 2016 byla na místě původního tábora otevřena expozice Muzea holokaustu v Seredi, která je varovnou připomínkou antisemitismu, holokaustu a slouží i jako památník zavražděným Židům ze Slovenska.

## Historie
Účel tábora v Seredi se během let 1941–1945 měnil v návaznosti na aktuální hospodářské a politické okolnosti Slovenska i celé střední Evropy. Provoz tábora prošel třemi hlavními etapami, z nichž první dvě jsou někdy označovány jako „první Sereď“, třetí etapa jako „druhá Sereď“.

### Správa tábora slovenskými orgány (tzv. první Sereď), 1941–1944
Dne 9. září 1941 vydala vláda slovenského státu mimořádně rozsáhlé nařízení č. 198/1941 (Židovský kodex), které se týkalo právního postavení Židů. Vyvrcholila tím téměř tříletá antisemitská politika slovenského státu, jehož cílem bylo vyřadit židovské obyvatelstvo z veřejného a hospodářského života na Slovensku. Vládou nařízený protižidovský kodex sjednocoval a uzavíral všechny dosavadní výnosy, kterými bylo židovské obyvatelstvo na Slovensku zbaveno lidských a občanských práv. Slovenský (proti)židovský kodex z roku 1941 obsahoval 270 paragrafů a byl jedním z nejkrutějších protižidovských zákonů v Evropě. Ve velké míře převzal mnohé antisemitské normy, které na území Slovenska vycházely od roku 1940, inspirované a převzaté od tzv. Norimberských zákonů v Německu z roku 1935.
Kromě jiného byli nyní Židé ve věku 16–60 roků povinni vykonávat práci nařízenou ministerstvem vnitra, které zřídilo a 30. září 1941 otevřelo pracovní a koncentrační tábor v Seredi a posléze také podobné tábory v Novákoch a ve Vyhniach. Areál v Seredi původně sloužil slovenské armádě, která ho nyní vyklidila pro potřeby vládní protižidovské politiky.
Nově otevřený pracovní tábor pro Židy se skládal z několika manufaktur, které vyráběly stolařské výrobky, hračky, betonové výrobky, oděvy a jiné zboží. V táboře byla židovská nemocnice, jejíž personál sestával ze zaměstnanců Židovské nemocnice v Bratislavě a Nitře, kteří sem byli deportováni.
Na jaře 1942 se charakter tábora změnil. Celý provoz tábora nadále zůstával ve správě slovenského státu, který však zahájil transporty slovenských Židů do nacistických koncentračních táborů. Za Žida, kterého německé orgány převzaly dokonce stát nacistickému Německu platil osidlovací poplatek 500 říšských marek. Během jara a v léta 1942 bylo z tábora v Seredi vypraveno 5 transportů s celkem 4 463 Židy na nacisty okupované území Polska. Další židovské transporty směřovaly do nacistických táborů z jiných míst Slovenska.
Na podzim 1942 Slovensko židovské transporty na nátlak slovenských obyvatel i zahraniční diplomacie dočasně pozastavilo a tábor v Seredi fungoval v omezeném pracovním režimu. Byl hlídaný příslušníky Hlinkovy gardy, od března 1944 pak slovenskými četníky, kteří po vypuknutí Slovenského národního povstání (SNP) otevřeli brány a nechali uniknout zbylé vězně. Někteří z nich se následně zúčastnili povstání. Židé, kteří zemřeli v táboře před zářím 1944, byli pohřbeni na židovském hřbitově v Seredi.

### Správa tábora německými okupačními jednotkami (tzv. druhá Sereď), 1944–1945

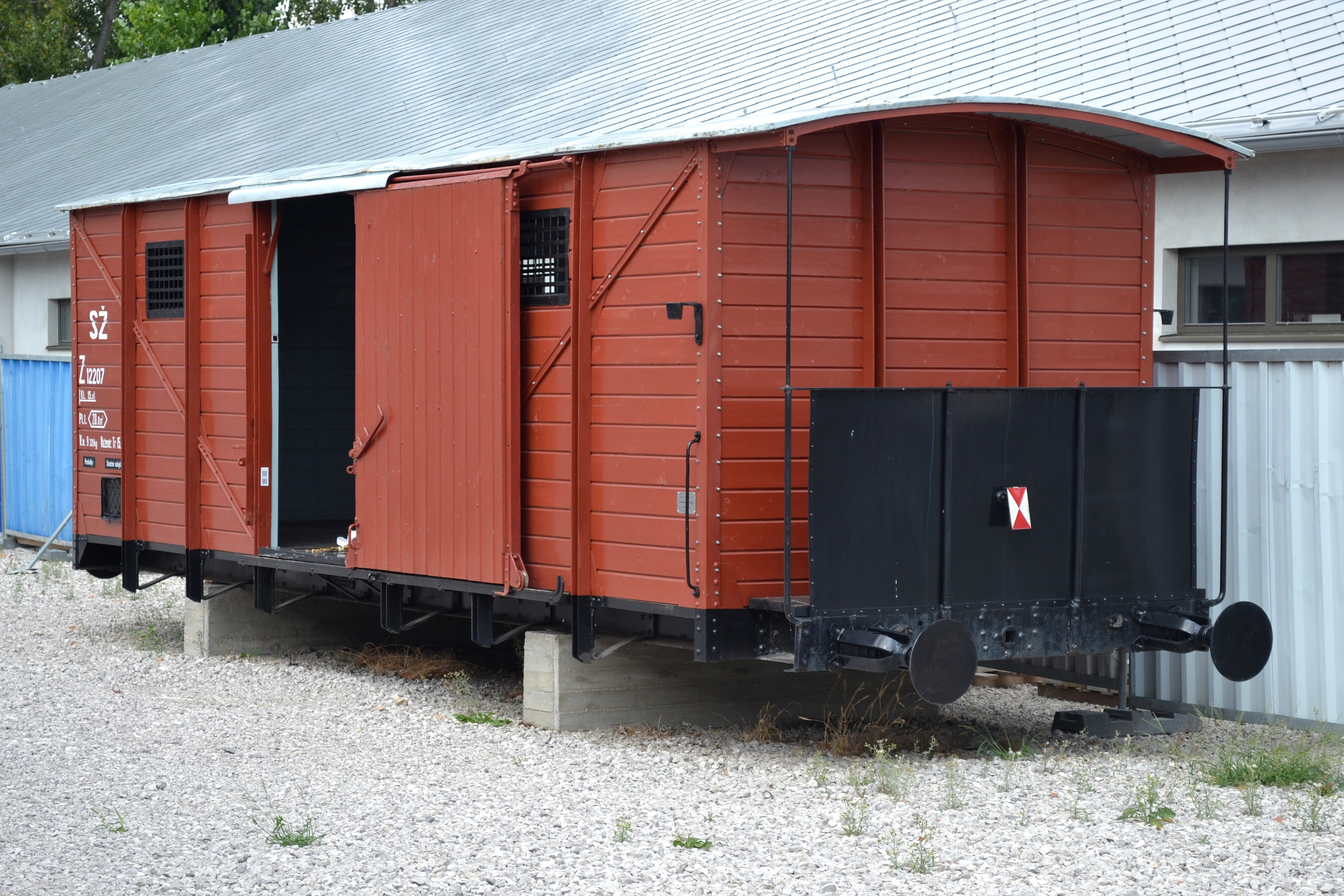
Dobytčí vagón, ve kterém transportovali Židy do koncentračního tábora Auschwitz

Narůstající aktivity partyzánů na území Slovenska během léta 1944 byly pro nacistické Německo poslední kapkou nespokojenosti s čím dál složitější situací v zemi. Německé ozbrojené složky vstoupily na Slovensko, čímž se Slovensko stalo okupovaným státem. Souběžně s mnoha dalšími represivními akcemi okupační složek bylo v září 1944 obnoveno i fungování koncentračního tábora v Seredi.
Nyní už byl tábor řízen německými jednotkami SS pod velením bratislavských Němců Franze Knollmayera a Josefa Häckela. Koncem září je vystřídal Alois Brunner, který měl mandát na „konečné řešení židovské otázky“ na Slovensku. Nový kontingent vojáků SS pokračoval v páchání závažných zločinů proti vězňům, včetně mučení, znásilňování a vraždění. V samostatných částech tábora byli uvěznění vojáci slovenské povstalecké armády, partyzáni a lidé obvinění z podpory povstání. Brunner zorganizoval 11 vlakových transportů, které deportovaly vězně do Osvětimi, Sachsenhausenu, Ravensbrücku a Terezína. Poslední transport opustil Sereď 31. března 1945 do Terezína, den před osvobozením Rudou armádou. V tomto evakuačním transportu byly odvezeny i později spálené dokumenty související s provozem tábora.
Celkem bylo v táboře internováno přibližně 16 000 lidí, z nichž byla většina vyvražděna během holokaustu. Celkový počet židovských obětí holocaustu na Slovensku tvoří asi 70 tisíc osob.